# Cambridgea peelensis
Cambridgea peelensis är en spindelart som beskrevs av A. David Blest och Vink 2000. Cambridgea peelensis ingår i släktet Cambridgea och familjen Stiphidiidae. Inga underarter finns listade.